# Station Moeskroen
Station Moeskroen is een spoorwegstation gelegen langs spoorlijn 75 (Gent - Moeskroen - Franse grens) in de Belgische stad Moeskroen (Frans: Mouscron). In dit station vertrekt ook spoorlijn 75A naar Froyennes bij Doornik, deze spoorlijn takt af van spoorlijn 75 net voorbij het station van Moeskroen. Deze spoorlijn wordt gebruikt voor de intercity-diensten tussen Kortrijk, Brussel en Sint-Niklaas. Sporadisch wordt deze ook gebruikt voor de stoptreinen tussen Moeskroen en Quévy via Doornik (allen tijdens de week).
Het station van Moeskroen heeft een belangrijke functie in het regionaal vervoer van de regio. Hier vertrekken regelmatig intercity's naar Rijsel, Kortrijk en Brussel. Ook de bussen zijn goed vertegenwoordigd. Bussen van TEC en De Lijn voeren naar alle windstreken. Ook een Franse busmaatschappij onderhoudt een verbinding tussen Moeskroen en Tourcoing.
Het station heeft ook een goed aanbod in piekuurtreinen zodat men 's ochtends en 's avonds vlot naar Brussel kan reizen. Het station telt 5 perronsporen verdeeld over 3 perrons, en het heeft ook nog een uitwijkbundel die sporadisch nog wordt gebruikt voor het uitwijken van goederentreinen en/of passagierstreinen zodat de eerste trein van de dag verzekerd kan worden.
Omdat Moeskroen een faciliteitengemeente is, zijn alle opschriften tweetalig, met een voorkeursbehandeling voor het Frans.
Sinds 1 maart 2024 zijn de loketten van dit station enkel in de week geopend tussen 7 en 14.15 uur.

## Galerij

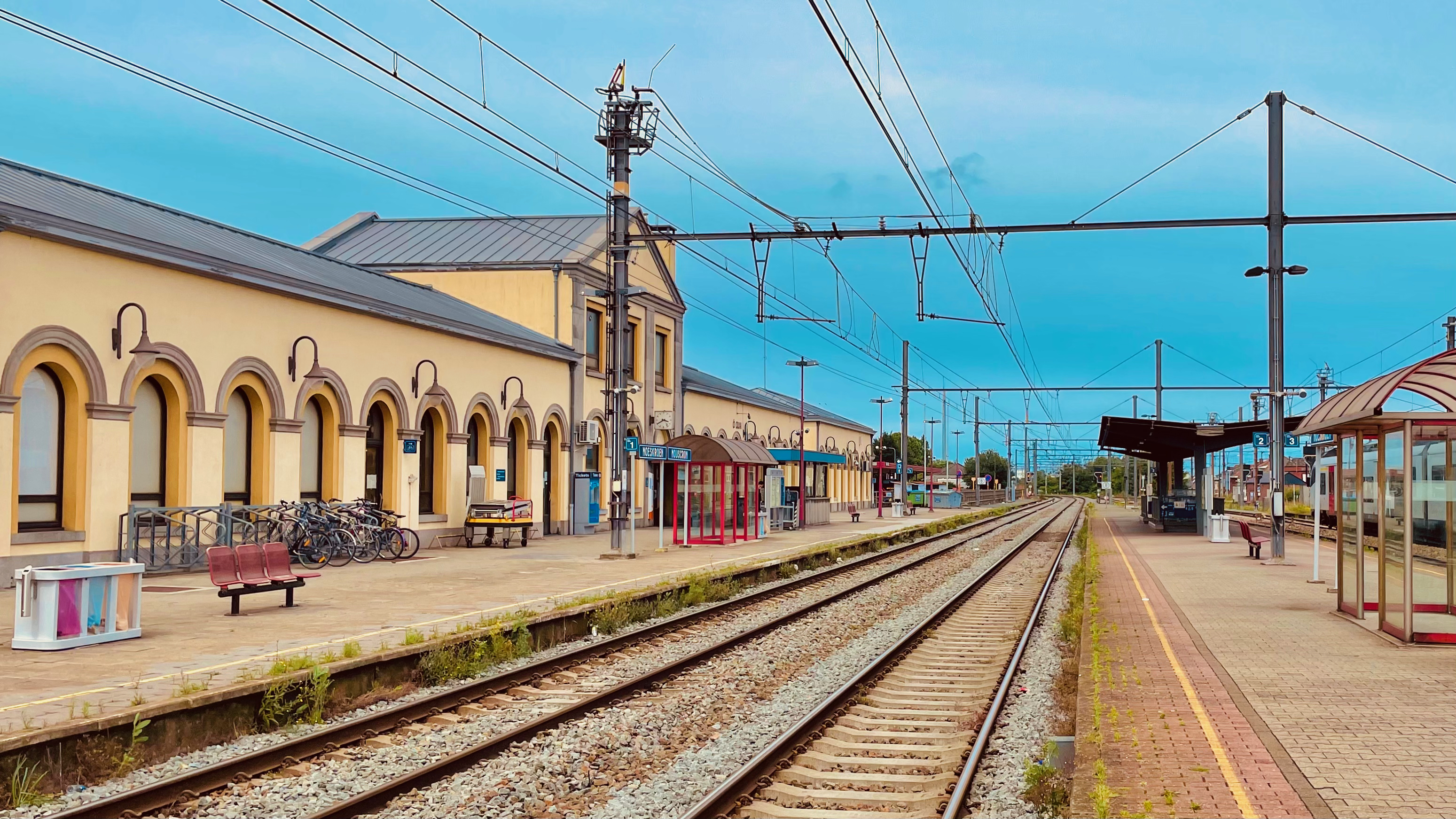
Zicht op de perrons
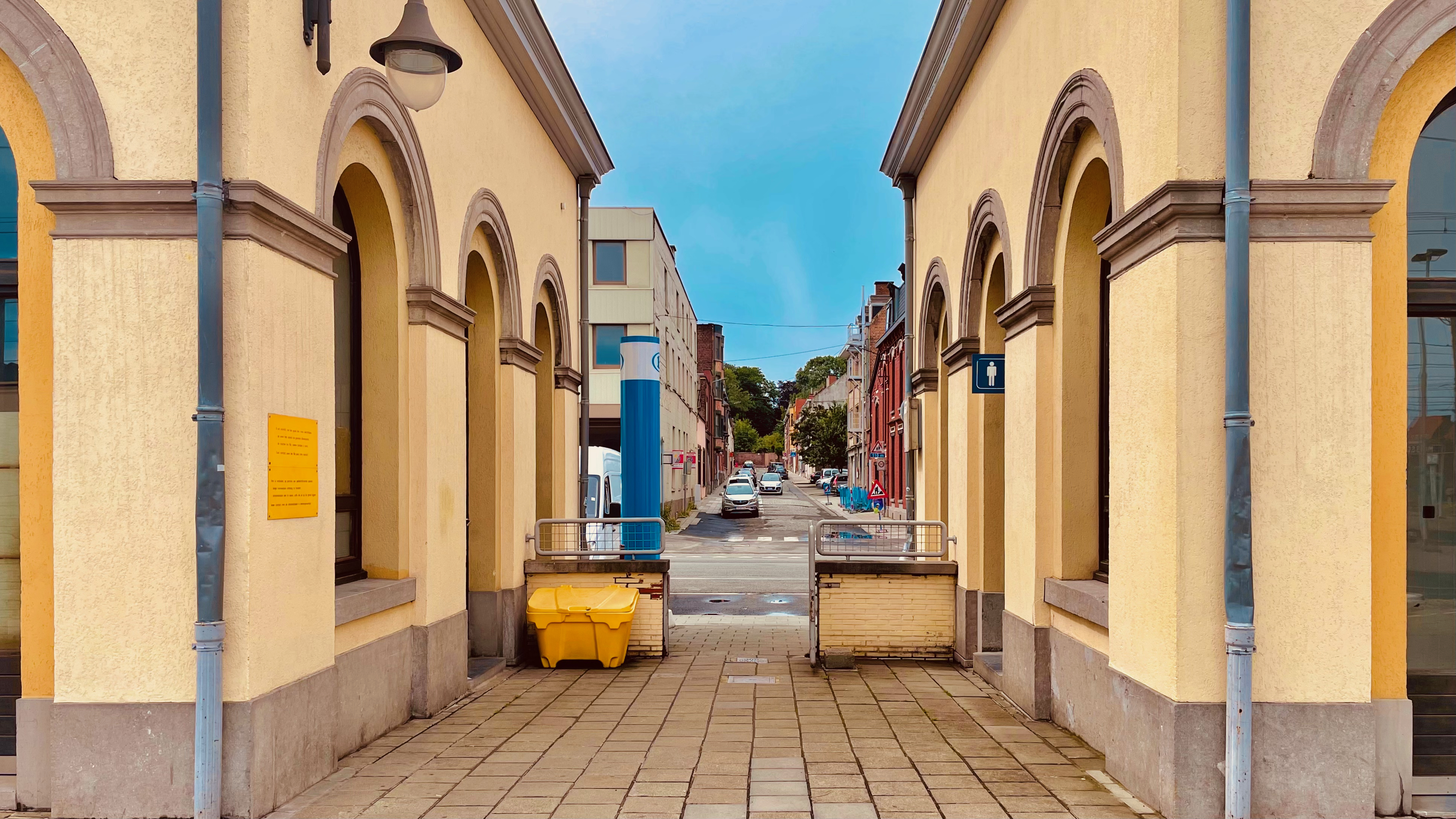
Doorgang naar station
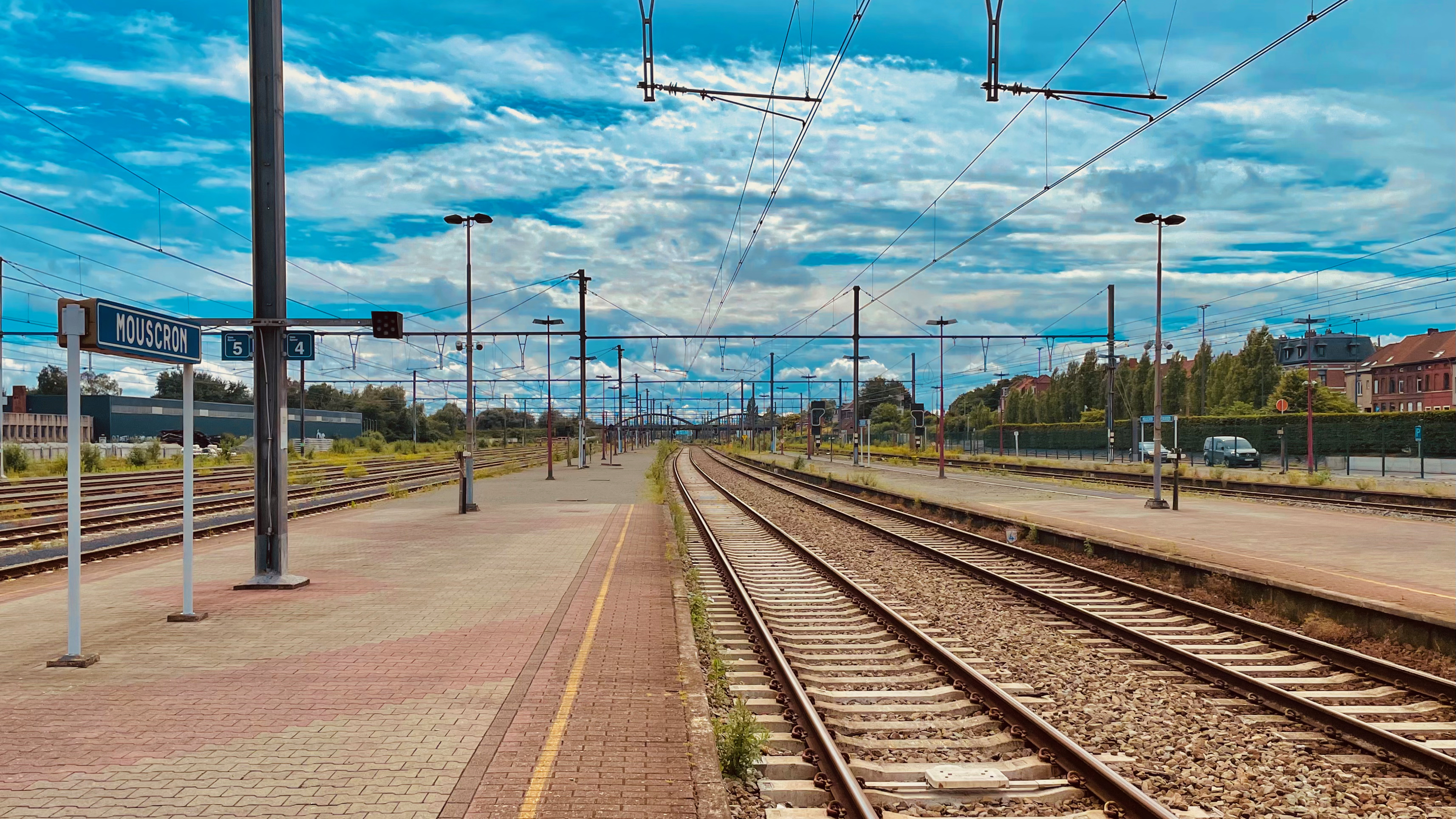
Zicht op de sporen
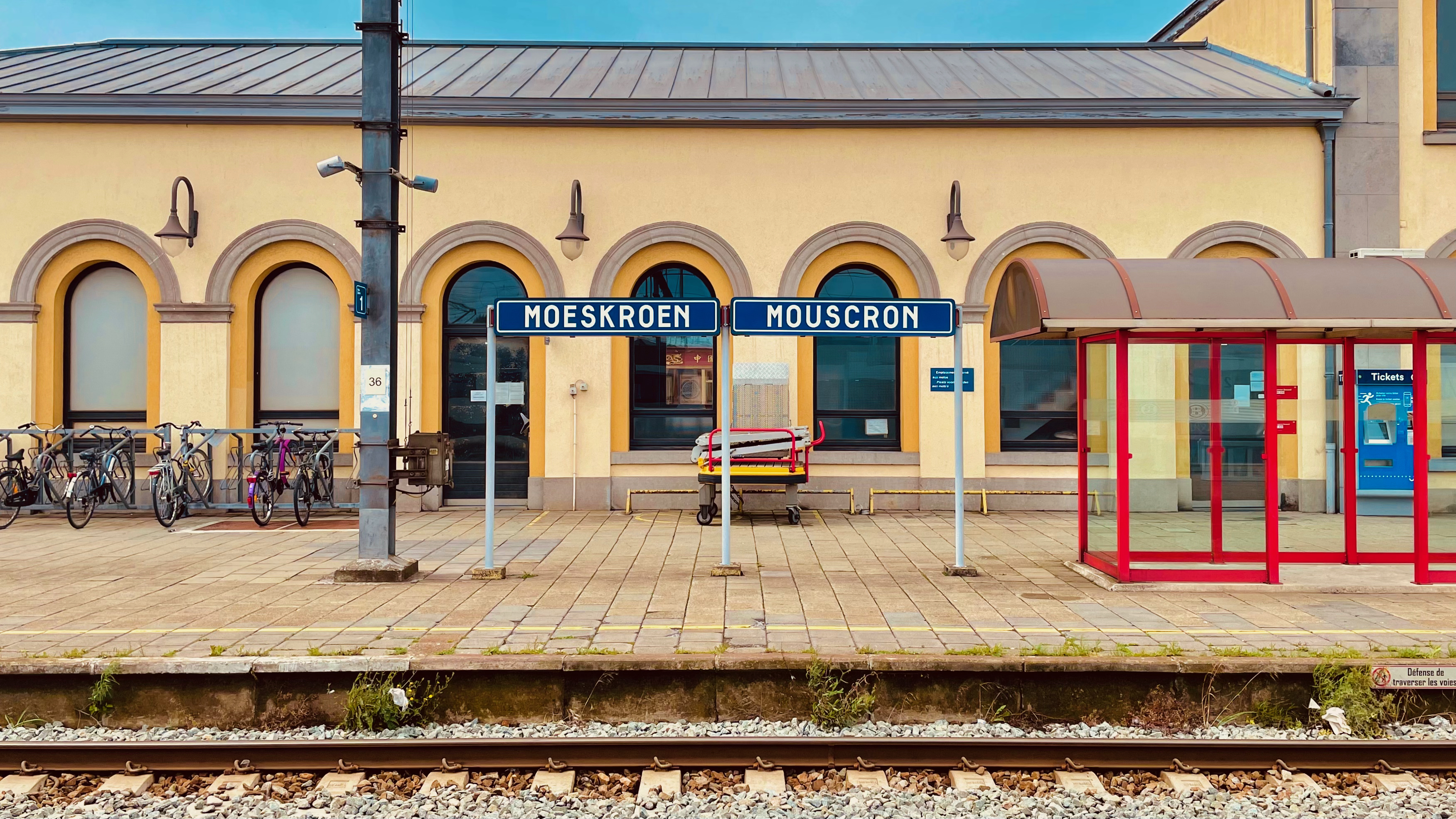
Plaatsnaambord
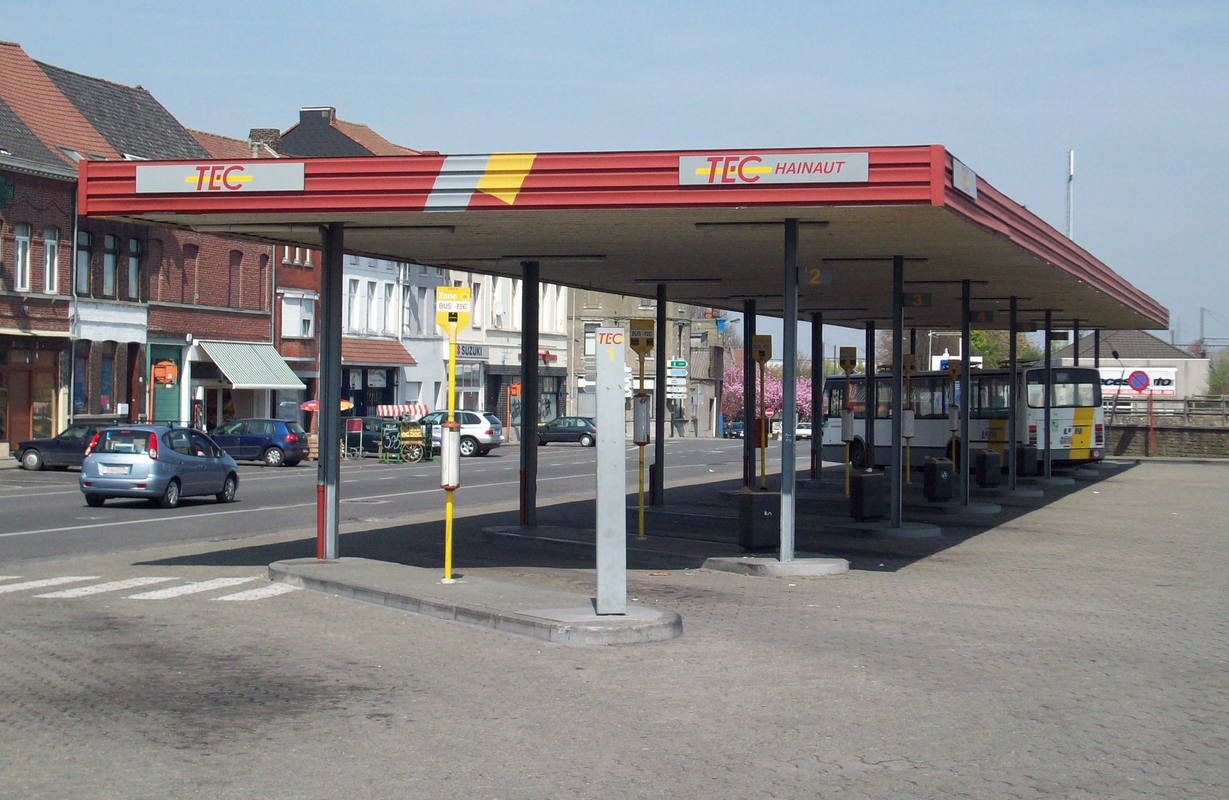
Busstation
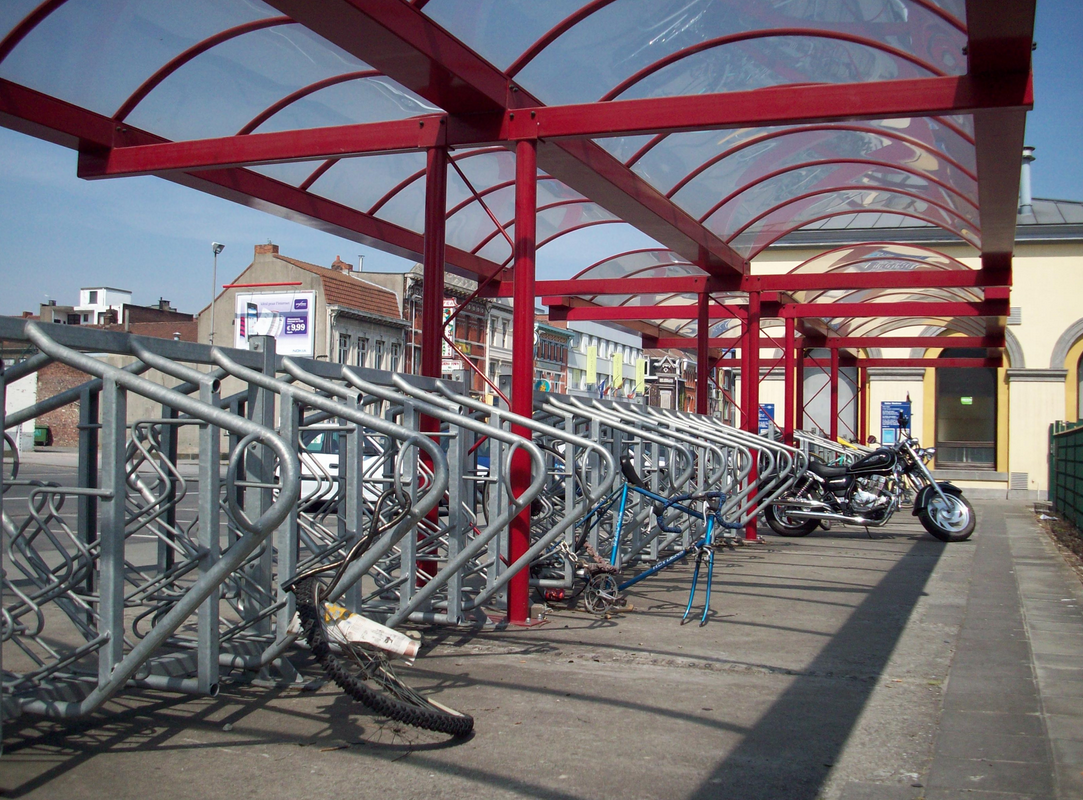
Fietsenstalling
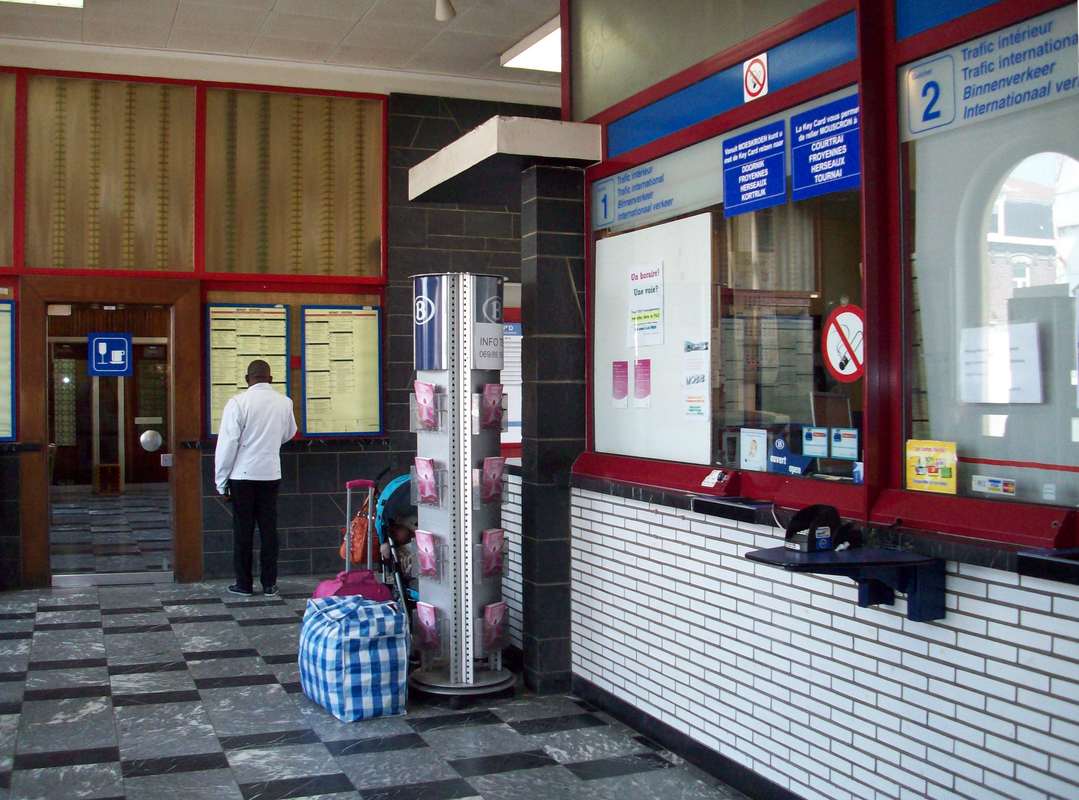
Loket

## Treindienst
| Serie       | Treinsoort            | Route                                                                                         | Bijzonderheden                                                                                     |
| ----------- | --------------------- | --------------------------------------------------------------------------------------------- | -------------------------------------------------------------------------------------------------- |
| K 80 IC 04  | Intercity (NMBS)      | Kortrijk – Moeskroen – Roubaix – Lille-Flandres                                               | Vleugeltrein van serie 700.                                                                        |
| IC 25       | Intercity (NMBS)      | Moeskroen – Doornik – Bergen – Charleroi-Centraal – Namen – Luik-Guillemins – Herstal – Liers | Rijdt in het weekend tussen Moeskroen en Liers.                                                    |
| IC 26       | Intercity (NMBS)      | Kortrijk – Moeskroen – Doornik – Brussel-Zuid – Sint-Niklaas                                  | Rijdt alleen op werkdagen, laatste rit stopt bijkomend in elk station tussen Jette en Dendermonde. |
| L 4650      | L-trein (NMBS)        | Quévy – Bergen – [ Doornik – Moeskroen ] / [ Quiévrain ]                                      | Rijdt in het weekend tussen Bergen en Quiévrain.                                                   |
| P 7510/8510 | Piekuurtrein (NMBS)   | Moeskroen – Doornik – Brussel-Zuid – Schaarbeek                                               | Rijdt alleen op werkdagen. Twee treinen verder als IC-18 naar Luik-Paleis.                         |
| ICT 6700    | Toeristentrein (NMBS) | Charleroi-Centraal – Bergen – Doornik – Moeskroen – Brugge – Blankenberge                     | Rijdt in juli en augustus.                                                                         |

## Reizigerstellingen
De grafiek en tabel geven het gemiddeld aantal instappende reizigers weer op een week-, zater- en zondag.
| Tabel: aantal instappende reizigers station Moeskroen | Tabel: aantal instappende reizigers station Moeskroen | Tabel: aantal instappende reizigers station Moeskroen | Tabel: aantal instappende reizigers station Moeskroen |
|                                                       | Weekdag                                               | Zaterdag                                              | Zondag                                                |
| ----------------------------------------------------- | ----------------------------------------------------- | ----------------------------------------------------- | ----------------------------------------------------- |
| 1977                                                  | 1 024                                                 | 269                                                   | 390                                                   |
| 1978                                                  | 975                                                   | 240                                                   | 344                                                   |
| 1979                                                  | 914                                                   | 214                                                   | 318                                                   |
| 1980                                                  | 1 180                                                 | 278                                                   | 316                                                   |
| 1981                                                  | 1 200                                                 | 332                                                   | 385                                                   |
| 1982                                                  | 1 543                                                 | 474                                                   | 613                                                   |
| 1983                                                  | 1 557                                                 | 511                                                   | 520                                                   |
| 1984                                                  | 1 756                                                 | 648                                                   | 659                                                   |
| 1985                                                  | 2 292                                                 | 861                                                   | 802                                                   |
| 1986                                                  | 1 874                                                 | 682                                                   | 616                                                   |
| 1987                                                  | 2 000                                                 | 675                                                   | 805                                                   |
| 1988                                                  | 1 715                                                 | 646                                                   | 844                                                   |
| 1989                                                  | 2 320                                                 | 908                                                   | 889                                                   |
| 1990                                                  | 2 174                                                 | 830                                                   | 1 132                                                 |
| 1991                                                  | 3 005                                                 | 1 000                                                 | 1 293                                                 |
| 1992                                                  | 3 150                                                 | 1 024                                                 | 1 368                                                 |
| 1993                                                  | 2 107                                                 | 654                                                   | 1 010                                                 |
| 1994                                                  | 3 114                                                 | 778                                                   | 1 048                                                 |
| 1995                                                  | 2 532                                                 | 714                                                   | 915                                                   |
| 1996                                                  | 2 543                                                 | 774                                                   | 1 039                                                 |
| 1997                                                  | 2 369                                                 | 1 120                                                 | 1 168                                                 |
| 1998                                                  | 2 080                                                 | 661                                                   | 1 626                                                 |
| 1999                                                  | 1 994                                                 | 590                                                   | 862                                                   |
| 2000                                                  | 2 156                                                 | 733                                                   | 917                                                   |
| 2001                                                  | 1 677                                                 | 490                                                   | 877                                                   |
| 2002                                                  | 1 838                                                 | 546                                                   | 958                                                   |
| 2003                                                  | 1 992                                                 | 624                                                   | 782                                                   |
| 2004                                                  | 1 810                                                 | 622                                                   | 794                                                   |
| 2005                                                  | 1 989                                                 | 734                                                   | 890                                                   |
| 2006                                                  | 2 088                                                 | 774                                                   | 969                                                   |
| 2007                                                  | 2 215                                                 | 778                                                   | 871                                                   |
| 2008                                                  | -                                                     | -                                                     | -                                                     |
| 2009                                                  | 2 064                                                 | 740                                                   | 859                                                   |
| 2010                                                  | -                                                     | -                                                     | -                                                     |
| 2011                                                  | -                                                     | -                                                     | -                                                     |
| 2012                                                  | 2 439                                                 | 741                                                   | 903                                                   |
| 2013                                                  | 2 284                                                 | 797                                                   | 762                                                   |
| 2014                                                  | 2 225                                                 | 846                                                   | 1 080                                                 |
| 2015                                                  | 2 028                                                 | 775                                                   | 768                                                   |
| 2016                                                  | 1 897                                                 | 840                                                   | 1 148                                                 |
| 2017                                                  | 1 806                                                 | 709                                                   | 844                                                   |
| 2018                                                  | 1 668                                                 | 723                                                   | 750                                                   |
| 2019                                                  | 1 855                                                 | 970                                                   | 1 237                                                 |
| 2020                                                  | 1 416                                                 | 728                                                   | 849                                                   |
| 2021                                                  | -                                                     | -                                                     | -                                                     |
| 2022                                                  | 1 714                                                 | 1 082                                                 | 1 129                                                 |
| 2023                                                  | 1 975                                                 | 1 360                                                 | 1 343                                                 |
| 2024                                                  | 1 970                                                 | 1 019                                                 | 1 152                                                 |

0: Gent-Sint-Pieters ·
3,7: Sint-Denijs-Westrem ·
5,0: Hemelrijk ·
6,1: De Pinte ·
9,0: Broekstraat ·
9,8: Deurle ·
12,1: Muizenhol ·
13,1: Beekstraat ·
13,8: Astene ·
15,1: Deinze ·
19,0: Machelen ·
22,0: Olsene ·
24,4: Zulte ·
27,3: Waregem ·
31,8: Desselgem ·
33,9: Beveren-Leie ·
36,1: Harelbeke ·
41,4: Kortrijk ·
42,2: Kortrijk-Vorming ·
43,9: Marke ·
46,5: Lauwe ·
49,8: Aalbeke ·
53,8: Moeskroen
0,0: Moeskroen ·
2,1: Herzeeuw-Plaats ·
3,4: Herzeeuw ·
6,9: Leers-Nord ·
9,4: Néchin ·
12,5: Templeuve ·
15,6: Froyennes
Fives ·
(Lille-Flandres) ·
Croix-Wasquehal ·
Croix-L'Allumette ·
Roubaix ·
Tourcoing ·
Tourcoing-Frontière ·
Moeskroen